# شعيرية تشولدونية
شعيرية تشولدونية (الاسم العلمي: Leptothrix cholodnii) هي نوع من البكتيريا، سلبية الغرام، تتبع الشعيريات (جرثومات).